# Шендит
Шендит — мінерал, сульфід з хімічною формулою: {\displaystyle {\ce {Ni3Pb2S2}}}. Відкритий у 1948 році німецьким мінералогом Паулем Раумдором, який назвав його на честь шотландського петролога Семюеля Джеймса Шенда (1882—1957). Рамдор охарактеризував шендит за його металевим блиском та латунно-жовтим кольором.
Шендит зазвичай трапляється як включення до інших мінералів, таких як хізлевудит {\displaystyle {\ce {Ni3S2}}} або серпентин.
Мінерал має питому вагу 8,92 та твердість за шкалою Мооса 4.
Кристалічна система — тригональна гексагональна скаленоедрична 3 2/m. Належить до просторової групи R 3 m. Шендит — анізотропний мінерал, що означає, що він має різні властивості при спостереженні з різних боків. У крос-поляризованому світлі він виглядає сіро-блакитним або жовто-коричневим. Він також має дуже чіткий рельєф, тобто виділяється на тлі середовища, в якому знаходиться, і його легко побачити. Показник заломлення становить 1,54. У плоско поляризованому світлі шендит має кремово-білий колір і виразний плеохроїзм. Має сильне двозаломлення.
У наступні десятиліття після відкриття мінералу кілька хіміків синтезували низку сполук зі структурою шендитного типу. Група сполук {\displaystyle {\ce {M3A2Ch2}}} з кристалічними структурами шендитного типу згодом була названа «шендитами». До них належать {\displaystyle {\ce {Co3Sn2S2}}} = {\displaystyle {\ce {Co3Sn2S2}}} = {\displaystyle {\ce {Co3/2SnS}}}, які стали відомими в останні роки як шаруватий напівметалевий феромагнетик і топологічний напівметалевий матеріал, що включає кагоме-шари атомів кобальту.